# Louis-Dosithé Paquin
Louis-Dosithé Paquin, aussi orthographié Louis-Docithé Paquin, né le 8 février 1844 à Maskinongé et mort le 15 mars 1918 à Trois-Rivières, est un homme politique québécois, maire de la ville de Trois-Rivières au Québec de 1900 à 1902 et en 1905. Il fut avocat pour le Barreau du Québec et bâtonnier du Québec pour le bâtonnat de 1891 à 1892.

## Biographie
Louis-Dosithé Paquin est né le 8 février 1844 à Maskinongé. Il se marie à Trois-Rivières le 8 janvier 1873 avec Marie-Antoinette Pothier.
Louis-Dosithé Paquin meurt à Trois-Rivières le 15 mars 1918 à l'âge de 74 ans,.